# Fundamentalismo Mórmon

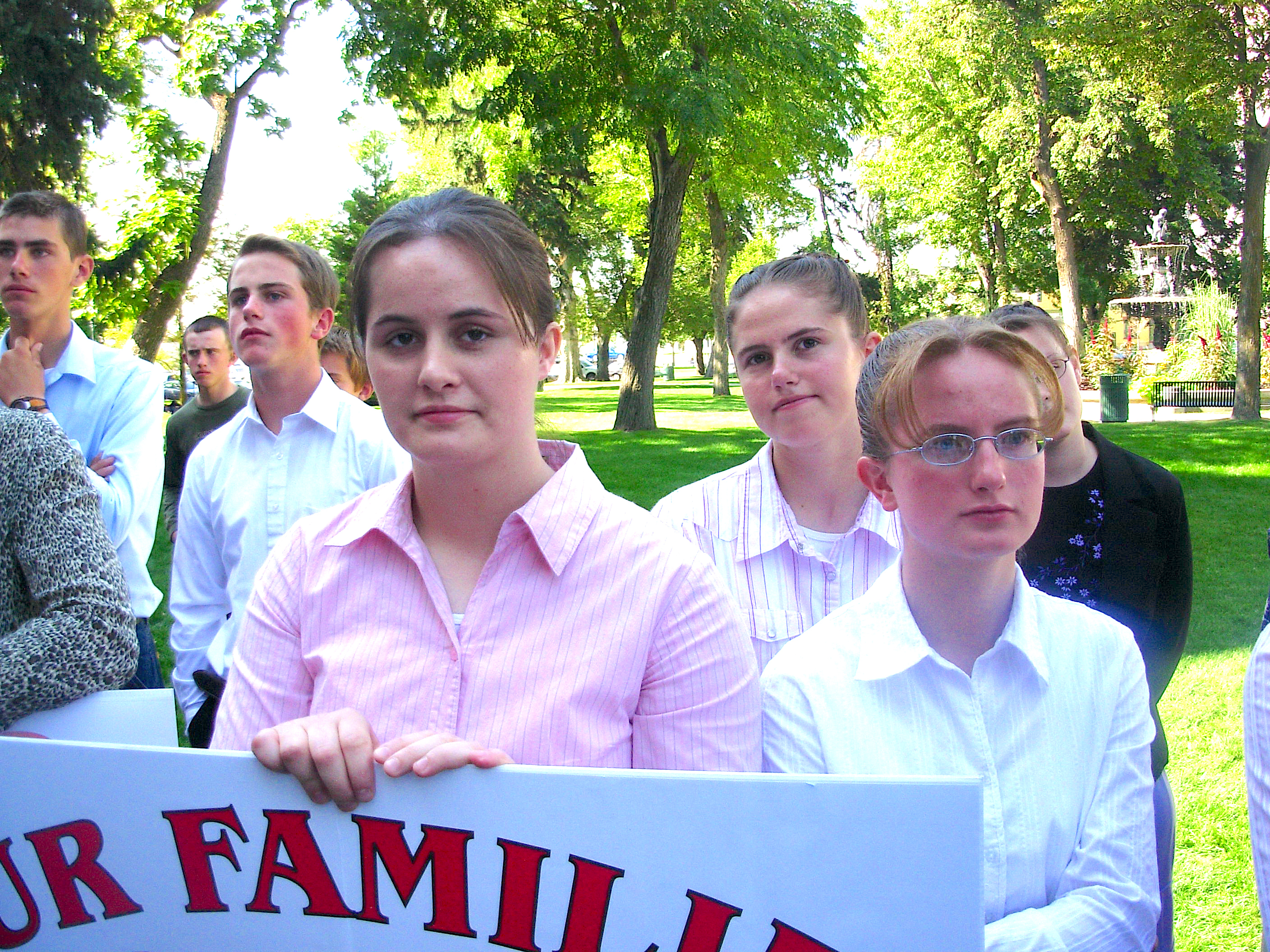
Adolescentes de famílias polígamas se manifestam em um ato a favor do casamento plural em Salt Lake City, em 2006. Mais de 200 apoiadores participaram do evento.

Fundamentalismo mórmon, também chamado de mormonismo fundamentalista, é uma crença na validade de aspectos fundamentais selecionados do mormonismo, conforme ensinados e praticados no século XIX, principalmente durante as administrações de Joseph Smith e Brigham Young, os dois primeiros presidentes da Igreja de Jesus Cristo dos Santos dos Últimos Dias. Os fundamentalistas mórmons buscam defender princípios e práticas que não são mais mantidos pela maioria dos mórmons membros da Igreja. O princípio mais frequentemente associado ao fundamentalismo mórmon é o casamento plural, uma forma de poliginia ensinada pela primeira vez no movimento dos Santos dos Últimos Dias pelo fundador do movimento, Joseph Smith. Um segundo princípio estreitamente associado é o da Ordem Unida, uma forma de comunalismo igualitário. Os fundamentalistas mórmons acreditam que esses e outros princípios foram erroneamente abandonados ou alterados pela Igreja em seus esforços para se reconciliar com a sociedade americana dominante. Hoje, a A Igreja de Jesus Cristo dos Santos dos Últimos Dias excomunga qualquer um de seus membros que pratica o casamento plural ou que de outra forma se associa intimamente às práticas fundamentalistas mórmons.
Não existe uma autoridade única aceita por todos os fundamentalistas mórmons; pontos de vista e práticas de grupos individuais variam. Os fundamentalistas formaram numerosas pequenas seitas, geralmente em comunidades coesas e isoladas no oeste dos Estados Unidos, no oeste do Canadá e no norte do México. Às vezes, fontes afirmam que existem cerca de 60.000 fundamentalistas mórmons nos Estados Unidos, [2] [3] com menos da metade deles vivendo em famílias poligâmicas. [4] No entanto, outros sugeriram que pode haver apenas 20.000 fundamentalistas mórmons [5] [6] com apenas 8.000 a 15.000 praticando poligamia. [7] Os fundadores das denominações fundamentalistas mórmons rivais entre si incluem Lorin C. Woolley, John Y. Barlow, Joseph W. Musser, Leroy S. Johnson, Rulon C. Allred, Elden Kingston e Joel LeBaron. Os maiores grupos fundamentalistas mórmons são a Igreja Fundamentalista de Jesus Cristo dos Santos dos Últimos Dias e os Irmãos Apostólicos Unidos.

## História
A A Igreja de Jesus Cristo dos Santos dos Últimos Dias começou a proibir a celebração de casamentos plurais nos Estados Unidos em 1890, após um manifesto do presidente da igreja Wilford Woodruff. No entanto, a prática continuou subterrânea nos EUA e abertamente nas colônias mórmons no norte do México e no sul de Alberta. Segundo algumas fontes, muitos homens polígamos nos Estados Unidos continuaram a viver com suas esposas plurais com a aprovação dos presidentes da igreja Woodruff, Lorenzo Snow e Joseph F. Smith. [6] [8]

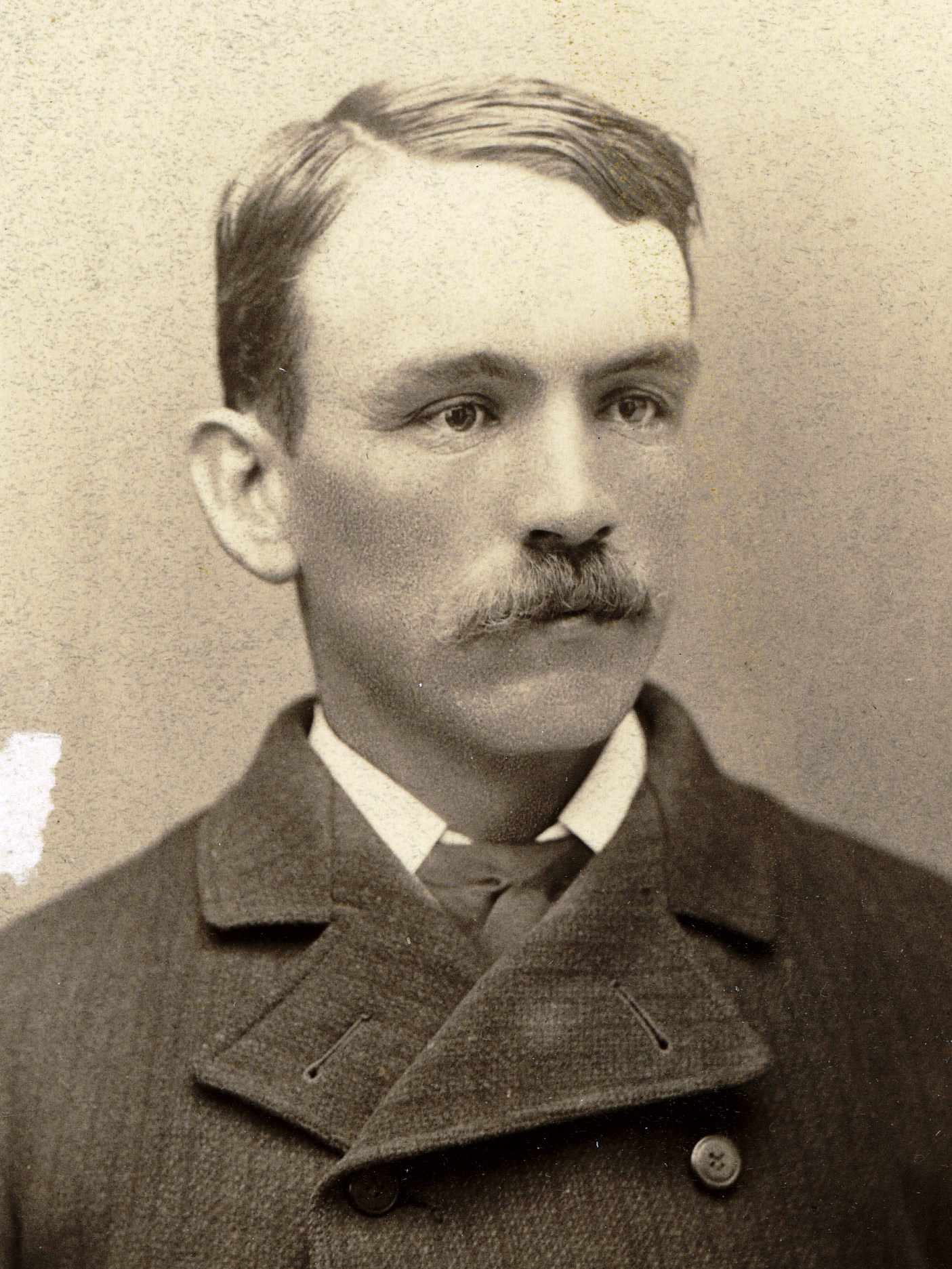
Lorin C. Woolley(1882)
Conhecido como o pai do fundamentalismo mórmon entre as seitas mais fundamentalistas

Alguns fundamentalistas argumentaram que o Manifesto de 1890 não era uma revelação real do tipo dado por Deus a Joseph Smith, Brigham Young, John Taylor e outros, mas que era um documento politicamente conveniente, pretendido por Woodruff como uma medida temporária até Território de Utah ganhou estado. Eles argumentam com base em evidências textuais e no fato de que o "Manifesto" não está redigido de acordo com revelações semelhantes nas escrituras SUD. Esse argumento sustenta ainda que, depois de ingressar na União, Utah teria autoridade para promulgar suas próprias leis com relação ao casamento, em vez de ficar vinculado pelas leis territoriais dos EUA que proibiam a poligamia. Antes que a condição de estado pudesse ser concedida em 1896, no entanto, o governo federal exigia que Utah incluísse em sua constituição estadual uma provisão afirmando que "casamentos polígamos ou plurais são proibidos para sempre". [9] Os fundamentalistas (e muitos estudiosos da história mórmon) também acreditam que O principal impulso do Manifesto de 1890 foi a Lei Edmunds – Tucker de 1887, uma lei federal rigorosa que dissolveu legalmente a Igreja SUD, privou as mulheres (que receberam o voto em Utah em 1870) e exigiu que os eleitores fizessem uma ação anti- juramento de poligamia antes de poder votar em uma eleição.
Com a seleção de Saint Reed Smoot dos últimos dias para ser um dos representantes de Utah no Senado dos EUA em 1903, a atenção nacional voltou a se concentrar na continuação do casamento plural em Utah, que culminou nas audiências de Reed Smoot . Em 1904, o presidente da igreja Joseph F. Smith emitiu um " Segundo Manifesto ", após o qual se tornou política da Igreja SUD excomungar os membros da igreja que entraram ou solenizaram novos casamentos polígamos. A seriedade com que essa nova medida foi tomada é evidenciada no fato de o apóstolo John W. Taylor, filho do terceiro presidente da igreja, ter sido excomungado em 1911 por sua contínua oposição ao Manifesto.
Hoje, a Igreja SUD continua a excomungar membros que advogam doutrinas mórmons antigas, como casamento plural, celebrar ou solenizar casamentos plurais (nos Estados Unidos ou em outros lugares), ou apoiar ativamente grupos fundamentalistas ou dissidentes mórmons. Embora alguns membros da Igreja SUD continuem acreditando na doutrina do casamento plural sem praticá- la, os ensinamentos de Joseph Smith sobre casamento plural continuam sendo parte do cânon das escrituras da Igreja SUD. A Igreja SUD impede que qualquer um de seus membros que simpatize com os ensinamentos fundamentalistas Mórmons entre em seus templos .
Durante a década de 1920, um dissidente da igreja chamado Lorin C. Woolley reivindicou uma linha separada de autoridade do sacerdócio da hierarquia da Igreja SUD, ativando efetivamente o desenvolvimento do fundamentalismo mórmon. A maioria dos grupos polígamos mórmons pode ter suas raízes no legado de Woolley.
Na maioria das vezes, o governo do estado de Utah deixou os fundamentalistas mórmons para si mesmos, a menos que suas práticas violem leis que não as que proíbem a bigamia . Por exemplo, houve processos recentes contra homens que pertencem a grupos fundamentalistas por se casarem com meninas menores de idade. Em um caso altamente divulgado, um homem e uma de suas esposas poligâmicas perderam a guarda de todos, exceto um de seus filhos, até que a esposa se separou do marido. O maior esforço do governo para reprimir as práticas dos mórmons fundamentalistas foi realizado em 1953, no que é hoje Colorado City, Arizona, que ficou conhecido como Short Creek Raid.
Outras doutrinas fundamentais do movimento dos santos dos últimos dias, além da poligamia, notadamente a <a href="./Ordem%20Unida" rel="mw:WikiLink" data-linkid="undefined" data-cx="{&quot;userAdded&quot;:true,&quot;adapted&quot;:true}">Ordem Unida</a> (comunalismo), embora igualmente importantes nas práticas de algumas seitas fundamentalistas, não foram submetidas ao mesmo escrutínio ou aprovação que o casamento plural e a Igreja SUD principal. ignorou principalmente esse aspecto do fundamentalismo; em qualquer caso, nenhuma revelação ou declaração condenando ela já foi emitida.

## Doutrinas e práticas distintas
Muitos fundamentalistas mórmons adotam o termo fundamentalista (geralmente em maiúscula).  Os fundamentalistas mórmons compartilham certas semelhanças com outros movimentos fundamentalistas, mas também possuem algumas distinções claras.
Os fundamentalistas da tradição mórmon veem a autoridade religiosa como inerrante e imutável, mas tendem a localizá-la dentro de sua visão do " Sacerdócio ", que é concebido como mais uma autoridade carismática e muitas vezes uma linhagem física do que uma organização externa. Nesta visão, a linhagem de ordenação se torna muito importante e uma organização externa, como uma igreja, pode "perder" sua autoridade teológica, enquanto o "sacerdócio" (concebido nesse sentido abstrato e individualista) pode continuar por uma linhagem alternativa. Os fundamentalistas mórmons freqüentemente afirmam que o sacerdócio é anterior à Igreja.
Diferentemente dos grupos fundamentalistas bíblicos (não mórmons) mais prevalentes, que geralmente baseiam sua autoridade em um cânon imutável e fechado das escrituras, os fundamentalistas mórmons geralmente se apegam a um conceito de " revelação contínua " ou " <a href="./Revela%C3%A7%C3%A3o%20progressiva" rel="mw:WikiLink" data-linkid="undefined" data-cx="{&amp;quot;userAdded&amp;quot;:true,&amp;quot;adapted&amp;quot;:true}">revelação progressiva</a> ", na qual o cânon das escrituras pode ser aumentado continuamente.
Outra das crenças mais básicas dos grupos fundamentalistas mórmons é a do casamento plural, que muitos deles consideram essencial para obter o mais alto grau de exaltação no reino celestial . Os fundamentalistas mórmons não gostam do termo " poligamia " e vêem " poliginia " como um termo usado apenas por pessoas de fora.  Eles também se referem ao casamento plural genericamente como "o Princípio", " casamento celestial ", "o Novo e Eterno Pacto" ou "a Obra do Sacerdócio".
A prática do casamento plural geralmente difere pouco da maneira como foi praticada no século XIX. No entanto, em algumas seitas fundamentalistas, é considerado aceitável que um homem mais velho se case com meninas menores de idade assim que elas atingem a puberdade. Essa prática, que é ilegal na maioria dos Estados - e está enquadrada no crime de estupro de vulnerável -, além da poligamia, gerou polêmica pública. Exemplos incluem o caso Tom Green, e o caso em que um homem do clã Kingston se casou com seu primo de 15 anos, que também era sua tia. Outras seitas, no entanto, não praticam e podem de fato denunciar veementemente casamentos e incestos menores de idade ou forçados (por exemplo, os Irmãos Apostólicos Unidos.)
Além do casamento plural, as crenças fundamentalistas mórmons geralmente incluem os seguintes princípios:
- a lei da consagração também conhecida como Ordem Unida
- os ensinamentos de Adão-Deus ensinados por Brigham Young e outros líderes da Igreja SUD
- o princípio da expiação do sangue
- a exclusão de homens negros do sacerdócio
- a crença de que os missionários devem ensinar "sem bolsa ou carteira"[12]

Os fundamentalistas mórmons acreditam que esses princípios foram aceitos pela Igreja SUD de uma só vez e que a Igreja SUD os abandonou ou mudou de maneira errada, em grande parte devido ao desejo de sua liderança e membros de se assimilar à sociedade americana convencional e evitar as perseguições. e conflitos que caracterizaram a igreja durante seus primeiros anos.

## Terminologia e relacionamento com a Igreja SUD
1. ↑  Dobner, Jennifer (20 de agosto de 2006). «Teens defend polygamy at Utah rally». Associated Press. Cópia arquivada em 2 de setembro de 2006
2. ↑  Church Educational System. Church History in the Fulness of Times Student Manual, Chapter 36. (Salt Lake City, Utah: The Church of Jesus Christ of Latter-day Saints).
3. ↑  For example, one LDS Church commentator has said regarding plural marriage that "[o]bviously the practice will commence again after the Second Coming" of Jesus Christ: see Bruce R. McConkie, Mormon Doctrine, p. 578.
4. ↑  Doctrine and Covenants 132
5. ↑  Anderson, Lavina F. (ed) (Primavera de 1998). History of LDS Temple Admission Standards: Plural Marriage. Mormon History Association. Layton, UT: [s.n.] pp. 144–146
6. ↑  Biography of Lorin C. Woolley Mormonfundamentalism.com
7. ↑  Mormonfundamentalism.com
8. ↑  Hummel, Debbie (20 de outubro de 2004), «Eight children removed from polygamist family in Utah», Sioux City Journal (AP)
9. ↑  Kraut, Ogden. The Holy Priesthood. Genola, Utah: Pioneer Publishing, 2005.
10. ↑  In the LDS Church, celestial marriage has evolved a meaning compatible with monogamy.
11. ↑  "Man sentenced for marrying his 15-year-old cousin", 26 January 2004, CNN.com, Accessed 8 June 2007
12. ↑  Anderson (1992, p. 532).